# Creu de Coll Redó
La Creu de Coll Redó és una creu ubicada a 382 metres d'altitud, en una de les carenes de la Serres de Cardó-El Boix, dins del terme municipal de Tortosa, al Baix Ebre. Ben a prop es troba la muntanya de La Creu de Collredó, on es troben les antenes d'un centre emissor.
Es va col·locar en la seva ubicació el dia 13 de juny de 1907, tal com es pot llegir a la inscripció que hi ha al peu de la creu. El canonge ulldeconenc Ramon O'Callaghan i Forcadell en va sufragar tots els costos, malgrat que la iniciativa fou una idea del periodista Ramon Vergés i Paulí. Durant la Guerra Civil la creu va ser enderrocada i posteriorment reconstruïda al 1940 pel consistori de Tortosa.

Al peu de la creu s'hi pot llegir la següent inscripció:
Aquesta creu va ser col·locada el 13 de juny de 1907 i es va acordar la seva reconstrucció el 10 d'abril de 1940, acabada la Guerra Civil. L'ajuntament de Tortosa ha rehabilitat aquest espai tradicional el 23 de maig de 1994.